# 송경철
송경철(1952년 11월 5일~)은 대한민국의 배우이다.

## 학력
- 안양영화예고 연극영화학과 졸업
- 중앙대학교 예술대학 연극영화학과 중퇴
- 숭실사이버대학교 엔터테인먼트비즈니스학과 학사

## 경력
- 1971년 연극배우
- 1973년 12월 MBC 문화방송 6기 공채 탤런트
- 1995년 3월~1996년 8월 한국방송연기자협회 이사장
- 1997년 3월~1999년 3월 제6대 방송연예인노동조합 이사장
- 1999년 3월~2001년 3월 제7대 방송연예인노동조합 이사장
- 2006년 연예인 히말라야 아일랜드 피크 원정대 등반대장
- 2010년 문화체육인 환경 지킴이단 환경 홍보대사
- 2013년 해양경찰청 명예홍보대사

## 생애
1971년 연극 배우로 데뷔하고, 이후 1973년 MBC 6기 공채 탤런트로 발탁되었다. 드라마 《수사반장》, 《한지붕 세가족》, 《옥이 이모》, 《파랑새는 있다》 등에 출연하며 인지도를 늘렸다. 이후 IMF 외환 위기 때는 1997년 10월 14일과 1997년 10월 15일 박근형, 김수미 등과 함께 전라북도 향토 기업 쌍방울 제품 사주기 운동에 참여했다. 2002년 한강에서 수상스키를 타다 큰 사고가 나서 한 동안 배우 활동을 하지 않았다. 필리핀에서 스쿠버다이빙 강사로 활동하며 리조트를 운영했다. 2006년 시트콤 《거침없이 하이킥!》에 까메오로 출연하였으나 계속적으로 활동하지는 않았다. 2010년 친구인 이덕화의 부탁으로 작가 부부의 신혼 여행지를 제공하고 그 인연으로 드라마 《자이언트》에 출연하면서 배우로 다시 복귀하였다.

## 연기 활동

### 영화
- 1985년 《장사의 꿈》 - 마대수 역
- 1986년 《밤의 요정》
- 1987년 《야누스의 불꽃 여자》
- 1988년 《지금은 양지》
- 1988년 《사랑의 낙서》
- 1990년 《코리안 커넥션》 - 용식 역
- 1990년 《동경 아리랑》
- 1988년 《불타는 태양》
- 1990년 《영웅필살》
- 1992년 《돈황제》
- 1996년 《에로스 2》
- 1996년 《깡패 수업 2》
- 2000년 《하피》 - 산장지기 역
- 2002년 《피도 눈물도 없이》 - 짱가 역
- 2015년 《권법형사: 차이나타운》 - 차 반장 역 (특별출연)
- 2015년 《서부전선》 - 상주 역
- 2016년 《인천상륙작전》 - 제1군단장 역
- 2017년 《프리즌》 - 양씨 역
- 2018년 《변산》 - 환자 역 (특별출연)

### 텔레비전 드라마
- 1973년 MBC 《수사반장》
- 1973년 MBC 《113 수사본부》
- 1975년 MBC 《제3교실》
- 1979년 MBC 《최후의 증인》
- 1980년 MBC 《전원일기》
- 1981년 MBC 《제1공화국》
- 1981년 MBC 《포옹》
- 1981년 MBC 《민족풍속도》
- 1983년 MBC 《인간의 문》
- 1983년 MBC 《3840 유격대》
- 1983년 MBC 《엄복동》
- 1984년 MBC 《조선총독부》
- 1985년 MBC 《조선왕조 오백년 - 설중매》
- 1986년 MBC 《일부변경선》
- 1986년 MBC 《생인손》
- 1986년 MBC 《조선왕조 오백년 - 남한산성》
- 1986년 MBC 《한지붕 세가족》
- 1987년 MBC 《도시의 얼굴》
- 1987년 MBC 《부초》
- 1988년 MBC 《베스트셀러극장 - 사촌들》
- 1988년 MBC 《선생님 우리 선생님》
- 1988년 MBC 《대검자》
- 1988년 MBC 《우리 읍내》
- 1989년 MBC 《철새》
- 1989년 MBC 《황제를 위하여》
- 1990년 MBC 《반민특위》
- 1991년 MBC 《여명의 눈동자》
- 1991년 KBS2 《형》
- 1992년 SBS 《궁합이 맞습니다》
- 1992년 SBS 《모래위의 욕망》
- 1993년 KBS2 《신 손자병법》
- 1994년 MBC 《서울의 달》
- 1995년 SBS 《옥이 이모》
- 1997년 KBS2 《파랑새는 있다》 - 이청풍 역
- 1997년 MBC 《산》
- 1998년 MBC 《사랑을 위하여》
- 1998년 MBC 《내일을 향해 쏴라》
- 1998년 SBS 《승부사》
- 2002년 SBS 《똑바로 살아라》
- 2006년 MBC 《거침없이 하이킥!》
- 2007년 MBC 《에어시티》
- 2007년 MBC 《태왕사신기》
- 2010년 SBS 《자이언트》 - 남영출 역
- 2011년 MBC 《짝패》
- 2011년 SBS 《무사 백동수》 - 장량 역
- 2011년 SBS 《폼나게 살거야》
- 2012년 SBS 《샐러리맨 초한지》 - 팽월 역
- 2012년 SBS 《신의》
- 2013년 SBS 《돈의 화신》 - 복화술 전 남편 역
- 2013년 SBS 《두 여자의 방》
- 2013년 MBC 《기황후》 - 막생 역
- 2015년 SBS 《용팔이》 - 두철 역
- 2016년 MBC 《몬스터》 - 공복신 역
- 2017년 tvN 《THE K2》 - 송영춘 역
- 2019년 SBS 《빅이슈》 - 두철 역
- 2022년 MBC 《빅마우스》 - 양춘식 역
- 2023년 tvN 《무인도의 디바》 - 황병각 역

## 연기 외 활동

### 텔레비전 프로그램
- 2018년 KBS1 《TV쇼 진품명품》 - 제1136회 (2018.08.19)
- 2020년 MBN 《현장르포 특종세상》 - (2020.05.08)
- 2021년 SBS 《김병만의 정글의 법칙》 - (2021.01.09)

### 기타
- 2016년 유튜브 《송경철 TV》

## 수상
- 1997년 KBS 연기대상 남자 조연상